# Nachversicherung
Nachversicherung ist ein Begriff aus der gesetzlichen Rentenversicherung Deutschlands und bedeutet die nachträgliche Einbeziehung in den versicherten Personenkreis. Die Nachversicherung ist in § 8 SGB VI geregelt.

## Abgrenzung zum privaten Versicherungsrecht
Im privaten Versicherungsrecht wird als Nachversicherung die nachträgliche Änderung des Versicherungsvertrags bezeichnet, insbesondere die  Ausweitung des Versicherungsschutzes durch den Einbezug veränderter oder neuer Risiken. Nachträge fallen ebenso wie die ursprüngliche Police unter den Begriff des Versicherungsscheins im Sinne von § 5 Absatz 1 VVG.

## Bedeutung
Die Nachversicherung wurde 1924 in die Reichsversicherungsordnung und das Versicherungsgesetz für Angestellte eingefügt. Damit sollte die Rentenversicherung grundsätzlich die Versorgung ersetzen, die in der versicherungsfreien Beschäftigung, als Teil der Gegenleistung für die Arbeitsleistung, erworben worden war, aber mit dem Ausscheiden entfiel. Da der vormalige Dienstherr von den Versorgungskosten entlastet wurde, hatte er im Gegenzug die Versicherungsbeiträge nachzuentrichten. Das NS-Regime schloss 1933 die Nachentrichtung von Beiträgen aus für verheiratete Beamtinnen, die – auch gegen ihren Willen – wegen gesicherter wirtschaftlicher Versorgung entlassen wurden. Mit dem Deutschen Beamtengesetz von 1937 wurde der Ausschluss erweitert auf Ausscheiden aus dem Dienst wegen Verlusts des Reichsbürgerrechts, unerlaubten Wohnsitzes im Ausland, strafgerichtlicher Verurteilung zu bestimmten Haftstrafen und Entfernung aus dem Dienst nach der Reichsdienststrafordnung. Die Ausschlussvorschrift war überwiegend noch enthalten in der Bundesfassung des Deutschen Beamtengesetzes von 1950. Mit dem neuen Bundesbeamtengesetz entfielen 1953 die Ausschlüsse, womit der ursprüngliche Anwendungsbereich, zunächst für die Bundesebene, wieder hergestellt war.
Die Nachversicherung in der gesetzlichen Rentenversicherung bewirkt eine erst im Nachhinein eintretende Versicherungspflicht für vorangegangene versicherungsfreie Zeiträume. Sie betrifft bestimmte, in der gesetzlichen Rentenversicherung gem. § 5 SGB VI wegen ihrer zugesicherten Versorgungsanwartschaften versicherungsfreie oder gem. § 6 SGB VI auf Antrag von der Versicherungspflicht befreite Personen, insbesondere Beamte, Richter und Soldaten und bewirkt eine nachträgliche Gleichstellung mit versicherungspflichtigen Arbeitnehmern.
Voraussetzung ist, dass die nachzuversichernde Person ohne Anspruch oder Anwartschaft auf Versorgung aus der versicherungsfreien Beschäftigung ausgeschieden ist oder ihren Anspruch auf Versorgung verloren hat und Gründe für einen Aufschub der Beitragszahlung (§ 184 SGB VI Abs. 2) nicht gegeben sind (§ 8 Abs. 2 Satz 1 SGB VI).
Die für die Dauer des Beamtenverhältnisses zu entrichtenden Beiträge werden allein vom Dienstherrn getragen, bei dem die Person bis zu ihrem Ausscheiden beschäftigt war (§ 181 Abs. 5 SGB VI). Für die Festsetzung des Nachversicherungsbetrags gilt die Beitragsbemessungsgrenze. Eine ergänzende Absicherung in der Zusatzversorgung des öffentlichen Dienstes (Versorgungsanstalt des Bundes und der Länder – VBL) findet nicht statt. Für nachzuversichernde Zeitsoldaten wird als Ausgleich eine fiktive Erhöhung der Beitragsbemessungsgrundlage um 20 Prozent vorgenommen (§ 181 Abs. 2a SGB VI).
Bei der Nachversicherung handelt es sich um eine aus dem Sozialstaatsprinzip hergeleitete Mindestleistung,  die verhindern soll, dass Personen weder durch versorgungs- noch durch rentenversicherungsrechtliche Leistungsansprüche abgesichert sind. Der aus einer Nachversicherung resultierende Rentenanspruch fällt jedoch im Vergleich zu dem im gleichen Zeitraum möglichen Versorgungsanspruch zum Teil deutlich geringer aus. Ausnahmsweise ist die gesetzliche Rente aus der Nachversicherung zu ergänzen bis zur Höhe des entfallenen Versorgungsanspruchs bei ehemaligen Beamten, die im nicht hoheitlichen Bereich, z. B. Schuldienst, tätig waren und ihre unionsrechtliche Arbeitnehmerfreizügigkeit nutzen, um in einem anderen EU-Mitgliedstaat zu arbeiten. Mangels gesetzlicher Regelung ist der Wert des auf die Nachversicherung zurückzuführenden Altersrentenanteils vom zeitanteiligen Wert der fiktiven Gesamtversorgung des Beamten abzuziehen und der Unterschied auszugleichen.

### Ausscheiden aus der Beschäftigung ohne Anspruch oder Anwartschaft auf Versorgung
Zu einem unversorgten Ausscheiden kommt es bei Personen, die im Laufe ihrer Beschäftigung keine entsprechenden Ansprüche erworben haben. So erhalten Beamte, die nicht mindestens eine Dienstzeit von fünf Jahren abgeleistet haben, mit Beginn des Ruhestands kein Ruhegehalt (§ 4 BeamtVG). Zu einem unversorgten Ausscheiden kommt es beispielsweise auch beim endgültigen Nichtbestehen einer Laufbahnprüfung.
Zeitsoldaten machen mit jährlich etwa 20.000 ausscheidenden Personen den größten Anteil an den nachversicherten Personen aus.

### Verlust des Versorgungsanspruchs
Ein Versorgungsanspruch geht nach seinem Entstehen wieder verloren, wenn durch Strafurteil der Verlust der Beamtenrechte eintritt (§ 41 BBG, § 24 BeamtStG) oder ein Disziplinarverfahren wegen eines Dienstvergehens mit der Entfernung aus dem Beamtenverhältnis endet und damit auch das Dienstverhältnis, womit der Versorgungsanspruch entfällt (§ 5 Abs. 1 Nr. 5, § 10 Abs. 1 BDG). Dasselbe gilt bei der Aberkennung des Ruhegehalts gegen Ruhestandsbeamte (§ 5 Abs. 2 Nr. 2, § 12 Abs. 1 BDG). In diesen Fällen greift die obligatorische Nachversicherung (§ 8 Abs. 2 SGB VI).
Auch Beamte, die auf eigenen Antrag aus dem Dienstverhältnis entlassen werden, verlieren grundsätzlich ihren Anspruch auf Versorgung (§ 23 Absatz 1 Satz 1 Nummer 4 BeamtStG, § 33, § 39 BBG). Bei einigen Dienstherren kann statt der Nachversicherung ein Altersgeld verlangt werden.

## Verfahren

### Reale Nachzahlung
Beitragsbemessungsgrundlage sind die beitragspflichtigen Einnahmen aus der Beschäftigung im Nachversicherungszeitraum bis zur jeweiligen Beitragsbemessungsgrenze (§ 159 SGB VI), selbst wenn die monatlichen Dienstbezüge höher waren (§ 181 Abs. 2 Satz 1 SGB VI). Nachversicherungszeitraum ist der Zeitraum, in dem die Versicherungsfreiheit oder die Befreiung von der Versicherungspflicht vorgelegen hat (§ 8 Abs. 2 Satz 2 SGB VI). Die ehemaligen Dienstherren tragen die Beiträge allein, d. h. sowohl den Arbeitgeber- als auch den Arbeitnehmeranteil und zahlen sie von Amts wegen unmittelbar an den Träger der Rentenversicherung (§ 181 Abs. 5 Satz 1, § 185 Abs. 1 Satz 1 SGB VI). Die gezahlten Beiträge gelten als rechtzeitig gezahlte Pflichtbeiträge (§ 185 Abs. 2 Satz 1 SGB VI).
Die ausgeschiedenen Beamten haben jedoch keinen klagbaren Anspruch gegen den Dienstherrn auf Abführung der für die Nachversicherung erforderlichen Beiträge. Der Beamte muss vielmehr den Rentenversicherungsträger auf Durchführung der Nachversicherung in Anspruch nehmen und im Falle der Weigerung seine Rechte durch Verpflichtungsklage vor den Sozialgerichten durchsetzen. Kommt es bei der Durchführung der Nachversicherung zu Streitigkeiten zwischen dem Versicherungsträger und dem früheren Dienstherrn, so ist der Beamte im entsprechenden sozialgerichtlichen Verfahren beizuladen.
Für das Begehren, die durchgeführte Nachversicherung als unrechtmäßig rückgängig zu machen, steht im Bereich der gesetzlichen Rentenversicherung das Rechtsinstitut der Beanstandung zur Verfügung.

### Fiktive Nachversicherung
Bestimmte Personen gelten als in der gesetzlichen Rentenversicherung nachversichert, ohne dass tatsächlich Beiträge nachentrichtet werden. Das gilt etwa für bestimmte Personen im Beitrittsgebiet (§ 233a SGB VI), aber auch im Zusammenhang mit den Folgen des Zweiten Weltkriegs für Beamte im Geltungsbereich des 131er Gesetzes, für ausgeschiedene Angehörige des öffentlichen Dienstes gem. § 99 AKG oder Anspruchsberechtigte nach dem Fremdrentengesetz.